# Francisco Porrúa
Francisco Porrúa Fernández (Corcubión, La Coruña, 7 de noviembre de 1922-Barcelona, 18 de diciembre de 2014), conocido también como Paco Porrúa, fue un editor y traductor literario español con nacionalidad argentina. Para sus traducciones empleó varios seudónimos, como Luis Domènech, Ricardo Gosseyn, Francisco Abelenda o simplemente F. A. Publicó Rayuela, de Julio Cortázar, y Cien años de soledad, de Gabriel García Márquez. Fundó Ediciones Minotauro, una de las principales editoriales de ciencia ficción de habla hispana, donde editó por primera vez en dicho idioma libros de Bradbury, Tolkien y Ballard, entre otros autores.

## Biografía

### Primeros años
Su padre fue marino mercante y posteriormente agente marítimo. Tras la boda de sus padres en España, y aproximadamente un año y medio después del nacimiento de Francisco, la familia se trasladó a Comodoro Rivadavia, en la Patagonia argentina, donde nacieron sus tres hermanos. En aquel sitio, según sus propias palabras, la presencia del mar y el desierto le provocaron «una libertad casi total para un niño de los 2 hasta los 6 años». En su infancia leyó a autores como Julio Verne y a H. G. Wells. A los 18 años se mudó a Buenos Aires, para estudiar en la Facultad de Filosofía y Letras de la Universidad de Buenos Aires.

### 1955 - 1977

#### En Ediciones Minotauro
Después de trabajar como editor en una enciclopedia y de llevar a cabo algunas traducciones del inglés y francés, en 1955 leyó en una revista de Jean Paul Sartre, titulada Les Temps Modernes, sobre un escritor al que describían como «el poeta de la ciencia ficción», Ray Bradbury. Esto lo motivó a comprar su libro El hombre ilustrado. Ese mismo año consiguió los derechos de dos de sus obras, más una de Theodore Sturgeon y Clifford D. Simak y fundó Ediciones Minotauro, editorial a la que luego se asoció Antonio López Llausás, gerente de la Editorial Sudamericana, con el fin de incrementar las publicaciones de literatura de ciencia ficción.
Porrúa se encargó de todas las traducciones, pero bajo varios seudónimos. Como la editorial era un emprendimiento casi independiente, él mismo era editor, encargado de los tratos comerciales e incluso colaboraba en la parte gráfica; por esto mismo, que la persona a cargo de todos estos aspectos fuese además el traductor resultaba algo excesivo. Firmando como Francisco Abelenda (su apellido materno, que empleaba como seudónimo en sus traducciones mejor logradas) tradujo el primer libro que editó, Crónicas marcianas, de Bradbury, que fue prologado por Jorge Luis Borges.
Entre septiembre de 1964 y junio de 1968 editó una revista con el mismo nombre de su editorial de ciencia ficción, cuyos cuentos eran una selección de la revista The Magazine of Fantasy and Science Fiction.
Con Minotauro, Porrúa produjo una nueva forma de editar literatura de ciencia ficción, además de ampliar el número de escritores que el público conocía. Estos dos aspectos se resumen en su forma de editar libros, cuyas tapas mostraban diseños sofisticados en vez de las características ilustraciones de los pulps norteamericanos, sumado al cuidado que entregaba a las traducciones. Para ampliar la frontera de autores que se editaban en el país, seleccionó escritores que por aquellos años renovaron el género al alejarse de la «ciencia ficción dura». Algunos de los autores publicados con el transcurso de los años fueron Brian W. Aldiss, J. G. Ballard, Alfred Bester, Ray Bradbury, Angela Carter, Philip K. Dick, Ursula K. Le Guin, Cordwainer Smith, Olaf Stapledon, Theodore Sturgeon, J. R. R. Tolkien y Roger Zelazny, entre otros. También se editaron algunos libros de autores de habla hispana como Carlos Gardini, Eduardo Goligorsky, Angélica Gorodischer, Mario Levrero, Ana María Shua y Alberto Vanasco.

#### Su trabajo en Sudamericana
En 1958, movido por el criterio con que Porrúa manejaba su propia editorial, Jorge López Llovet, hijo de Antonio, lo contrató como asesor de Sudamericana.
Tras entrar en esta editorial recibió un manuscrito de Las armas secretas, de Julio Cortázar. Como Sudamericana ya había editado un libro de cuentos del mismo autor llamado Bestiario, cuyas ventas habían resultado muy escasas, Porrúa tuvo que insistir para su publicación. El libro fue un éxito y dio impulso a la carrera de Cortázar, que publicó en la misma editorial Rayuela, una de sus mejores obras.
Antonio López Llausás lo nombró director literario en 1962. Más adelante, Carlos Fuentes habló con Luis Harss para que este recomendara a Porrúa un escritor llamado Gabriel García Márquez. Tras leer varios de sus libros, se interesó por el autor y se puso en contacto con él, por lo que García Márquez le envió un nuevo libro que estaba terminando. Aquella publicación estaba destinada a quedar en la historia, porque se trataba de Cien años de soledad, una de las obras más reconocidas del escritor y de la literatura de habla hispana en general, también traducida posteriormente a más de treinta y cinco idiomas.
Junto a Sudamericana publicó, además de a Cortázar y García Márquez, a autores como Manuel Puig, Juan José Saer, Lawrence Durrell, Alejandra Pizarnik, Alberto Girri, Arturo Carrera y Leopoldo Marechal.

### 1977 - 2014
En 1977 se trasladó a Barcelona, sin renunciar a su editorial, con la que siguió editando desde España, aunque produciendo, en simultáneo, una edición argentina. A finales de ese año consiguió, casi por casualidad, los derechos para publicar El Señor de los Anillos. Aunque no tenía un interés especial en editar el libro y lo hizo preferentemente porque era una obra importante de la literatura fantástica, se vendieron cuarenta mil ejemplares en quince días y cerca de ocho millones desde su publicación. Porrúa tradujo en solitario el primer tomo de la novela bajo el seudónimo de Luis Domènech, y los dos siguientes junto a Matilde Zagalsky, que firmó como Matilde Horne.
En Europa trabajó también para la editorial Edhasa hasta 1992. Como esta se encontraba editando la segunda época de la Colección Nebulae, dedicada a la ciencia ficción, hubo cierta relación con Minotauro con títulos que, cuando no eran publicados directamente por la editorial de Porrúa, pasaban a la colección de Edhasa.
En 2001 vendió Ediciones Minotauro a Editorial Planeta, cambio que trajo algunas novedades como el premio a la mejor novela que otorga todos los años, pero que modificó el criterio editorial, ya que este dejó de tener el sello personal de Francisco Porrúa en cuanto a la selección de los títulos.
Porrúa falleció en Barcelona el 18 de diciembre de 2014 de una neumonía.

## Premios
- Reconocimiento al Mérito Editorial (2003), otorgado por la Feria Internacional del Libro de Guadalajara[5]
- Premio Gabriel a la labor de una vida (1999), otorgado por la Asociación Española de Fantasía, Ciencia Ficción y Terror.[10]
- Premio por treinta años de dedicación al género, de Editorial Gigamesh.